# Barcelona WCT 1975
Il Barcelona WCT 1975 è stato un torneo di tennis giocato sul sintetico indoor. È stata la 2ª edizione del Barcelona WCT, che fa parte del World Championship Tennis 1975. Si è giocato a Barcellona in Spagna, dal 17 al 23 febbraio 1975.

## Campioni

### Singolare
Arthur Ashe ha battuto in finale  Björn Borg con il punteggio di 7–6 6–3

### Doppio
Arthur Ashe /  Tom Okker hanno battuto in finale  Paolo Bertolucci /  Adriano Panatta con il punteggio di 7–5, 6–1